# Królestwo Kambodży (1953–1970)
Królestwo Kambodży (khm. ព្រះរាជាណាចក្រកម្ពុជា, trl. Kâmpǔchéa, Preăhréachéanachâkr Kâmpǔchéa) – niepodległe państwo na terytorium obecnej Kambodży, które uzyskało pełną suwerenność w 1954 po konferencji genewskiej. Było kontynuacją pozostającego od pod protektoratem francuskim Królestwa Kambodży.

## Historia
Od 1941 roku królem Kambodży był Norodom Sihanouk jednak już rok po odzyskaniu niepodległości abdykował na rzecz swojego ojca Norodom Suramarita. Sihanouk jako przywódca partii Ludowo-Socjalistycznej został wybrany na premiera. Główne wysiłki skierował na budowę infrastruktury z zagraniczną pomocą, zapoczątkowano rozwój przemysłu i rolnictwa. W polityce międzynarodowej próbował zachować neutralność. Z powodu sporów granicznych z sąsiadami: Wietnamem Południowym i z Tajlandią doszło do zerwania stosunków dyplomatycznych. Po okresie neutralności w stosunku do stron konfliktu w wojnie wietnamskiej, kiedy przekonał się, że siły komunistyczne mogą zwyciężyć, zaczął je potajemnie wspierać. Spowodowało to wrogość USA wobec jego rządów i zbliżenie Kambodży z Chinami i Północnym Wietnamem. W 1960 król Norodom Suramarit zmarł, głową państwa ponownie został Sihanouk. W 1962 wszyscy deputowani należeli do partii Ludowo-Socjalistycznej Sihanouka. Norodom Suramarit zawiązał koalicję rządową z lewicową partią Pracheachon pod wpływem której w 1965 roku zerwał stosunki dyplomatyczne ze Stanami Zjednoczonymi tym samym kończąc okres amerykańskiego wsparcia dla jego rządu. Tym samym o pomoc zwrócił się do Chin i Związku Radzieckiego, które ofiarowały Kambodży pomoc gospodarczą i militarną. W 1966 roku król podpisał z Chinami porozumienie na mocy którego zgodził się na stacjonowanie we wschodnich regionach przygranicznych wojsk Armii Ludowej Wietnamu i utworzenie przez nią w tamtym regionie baz wojskowych. Król zgodził się także aby przez miasto Sihanoukville płynęła pomoc dla wojsk Vietcongu.
W 1966 Lon Nol został premierem po raz pierwszy. Lon Nol za zgodą króla rozprawił się z lewicową Pracheachon pod pretekstem działalności wywrotowej i rzekomej służalczości tej frakcji względem Hanoi. W okresie urzędowania Lon Nola sytuacja gospodarcza kraju uległa pogorszeniu. 11 września odbyły się pierwsze wolne wybory. Konserwatyści wygrali je na skutek fałszerstw wyborczych zdobywając (ku zaskoczeniu króla) 75 procent mandatów w Zgromadzeniu Narodowym. Rządy konserwatystów doprowadziły do napięć społecznych i stworzyły korzystne warunki do budowy na obszarach wiejskich partyzantki komunistycznej.
11 marca 1967 roku gdy król był z wizytą we Francji, w miejscowości Battambang wybuchło powstanie chłopskie które rozprzestrzeniło się na cały rejon. Lon Nol pod nieobecność króla lecz działając za jego zgodą ogłosił stan wojenny. W wyniku represji zginęły setki chłopów a całe wioski zostały zniszczone. Po powrocie do kraju król nakazał aresztowanie czołowych działaczy bardziej radykalnej lewicy (z której część uczestniczyła w jego wcześniejszych rządach). Król zmusił Lon Nola do dymisji a do rządu wprowadził nowe grupy lewicowe co miało zrównoważyć wpływy konserwatywne. Kryzys minął aczkolwiek wywołał tragiczne w skutkach konsekwencje - radykalna frakcja Komunistycznej Partii Kambodży określona przez króla jako Czerwoni Khmerzy przyciągnęła tysiące rekrutów którzy utworzyli oddziały partyzanckie a postać Lon Nola dla chłopstwa zaczęła kojarzyć się z brutalnymi represjami.
W styczniu 1968 roku Czerwoni Khmerzy rozpoczęli pierwszą ofensywę militarną. Liczba rebeliantów która wzięła w niej udział wyniosła od czterech do pięciu tysięcy. W listopadzie 1968 roku w obliczu postępującej rebelii król przywrócił do rządu Lon Nola a rok później Kambodża przywróciła normalne stosunki dyplomatyczne. Na skutek zmian politycznych Kambodży Lon Nol ponownie został premierem. Wojsko amerykańskie wsparło rząd Kambodży organizując naloty na Czerwonych Khmerów. W praktyce naloty przyczyniły się do licznych strat w cywilach które wyniosły od 40 do 150 tysięcy zabitych. Podczas gdy król udał się do Francji, w kraju wybuchły częściowo sponsorowane przez rząd antywietnamskie zamieszki. Lon Nol nie zrobił nic aby je powstrzymać a ponadto wysłał ultimatum do sił Wietkongu żądając wycofania się jednostek z terenów Kambodży grożąc podjęciem przeciwko nim działań wojskowych.
W marcu 1970 roku Lon Nol dokonał zamachu stanu, w wyniku którego ustanowił Republikę Khmerów.